# 4751 Alicemanning
4751 Alicemanning eller 1991 BG är en asteroid i huvudbältet som upptäcktes den 17 januari 1991 av den brittiske astronomen Brian G. W. Manning vid Stakenbridge-observatoriet. Den är uppkallad efter upptäckarens fru, Alice K. Manning.
Asteroiden har en diameter på ungefär 17 kilometer.